# Liga Europy UEFA (2021/2022)/Faza kwalifikacyjna
Artykuł prezentuje szczegółowe dane dotyczące rozegranych meczów które miały na celu wyłonienie 10 drużyn piłkarskich, które wezmą udział w fazie grupowej Ligi Europy UEFA 2021/2022. Faza kwalifikacyjna trwała od 5 do 26 sierpnia 2021.

## Terminarz
| Faza         | Runda                        | Data losowania  | Pierwszy mecz    | Drugi mecz       |
| ------------ | ---------------------------- | --------------- | ---------------- | ---------------- |
| Kwalifikacje | Trzecia runda kwalifikacyjna | 19 lipca 2021   | 5 sierpnia 2021  | 12 sierpnia 2021 |
| Play-off     | Play-off                     | 2 sierpnia 2021 | 19 sierpnia 2021 | 26 sierpnia 2021 |

## III runda kwalifikacyjna
W tej rundzie turniej kwalifikacyjny został podzielony na 2 ścieżki – mistrzowską i ligową:
- do startu w III rundzie kwalifikacyjnej w ścieżce mistrzowskiej uprawnionych było 10 drużyn (wszystkie z II rundy kwalifikacji Ligi Mistrzów w ścieżce mistrzowskiej);
- do startu w III rundzie kwalifikacyjnej w ścieżce ligowej uprawnione były 6 drużyn (w tym 3 z II rundy kwalifikacji Ligi Mistrzów w ścieżce ligowej), z czego 3 były rozstawione.

Drużyny, które przegrały w tej rundzie, otrzymały prawo gry w rundzie play-off Ligi Konferencji Europy UEFA.

### Podział na koszyki
W ścieżce mistrzowskiej nie było podziału na koszyki. W ścieżce ligowej zespoły za rozstawione drużyny uznano zespoły, które zaczęły rywalizację od III rundy kwalifikacyjnej, natomiast za nierozstawione uznano zespoły, które odpadły w II rundzie kwalifikacyjnej Ligi Mistrzów UEFA.
Ścieżka mistrzowska:
| Drużyna           | Wsp.  |
| ----------------- | ----- |
| Slovan Bratysława | 7.500 |
| Žalgiris Wilno    | 6.500 |
| Alaszkert         | 6.500 |
| Flora Tallinn     | 6.250 |
| Kajrat Ałmaty     | 6.000 |
| Lincoln Red Imps  | 5.750 |
| Omonia Nikozja    | 5.550 |
| HJK Helsinki      | 5.500 |
| Neftçi PFK        | 5.000 |
| NŠ Mura           | 3.000 |

Ścieżka ligowa:
| Drużyny rozstawione    |
| Drużyna                |
| FK Jablonec            |
| St. Johnstone          |
| Anorthosis Famagusta   |
| Drużyny nierozstawione |
| Drużyna                |
| Celtic                 |
| Galatasaray SK         |
| Rapid Wiedeń           |

### Pary III rundy kwalifikacyjnej
| Drużyna 1                            | Wynik dwumeczu      | Drużyna 2            | Pierwszy mecz       | Drugi mecz          |                     |
| Ścieżka mistrzowska                  | Ścieżka mistrzowska | Ścieżka mistrzowska  | Ścieżka mistrzowska | Ścieżka mistrzowska | Ścieżka mistrzowska |
| ------------------------------------ | ------------------- | -------------------- | ------------------- | ------------------- | ------------------- |
| Omonia Nikozja                       | 2:2 (k. 5:4)        | Flora Tallinn        | 1:0                 | 1:2 (dogr.)         |                     |
| NŠ Mura                              | 1:0                 | Žalgiris Wilno       | 0:0                 | 1:0                 |                     |
| Kajrat Ałmaty                        | 2:3                 | Alaszkert            | 0:0                 | 2:3 (dogr.)         |                     |
| Lincoln Red Imps                     | 2:4                 | Slovan Bratysława    | 1:3                 | 1:1                 |                     |
| Neftçi PFK                           | 2:5                 | HJK Helsinki         | 2:2                 | 0:3                 |                     |
| Ścieżka ligowa                       |                     |                      |                     |                     |                     |
| FK Jablonec                          | 2:7                 | Celtic               | 2:4                 | 0:3                 |                     |
| Rapid Wiedeń                         | 4:2                 | Anorthosis Famagusta | 3:0                 | 1:2                 |                     |
| Galatasaray SK                       | 5:3                 | St. Johnstone        | 1:1                 | 4:2                 |                     |
| Po lewej gospodarz pierwszego meczu. |                     |                      |                     |                     |                     |

### Pierwsze mecze
| 15 sierpnia 2021 | Omonia Nikozja | 1:0   | Flora Tallinn |                                                          |
| 18:00 CEST       | Tzioni 12'     | (1:0) |               | Stadion GSP, Nikozja Widzów: 8 033 Sędzia: Radu Petrescu |

| 25 sierpnia 2021 | NŠ Mura | 0:0   | Žalgiris Wilno |                                                                        |
| 20:00 CEST       |         | (0:0) |                | Stadion Fazanerija, Murska Sobota Widzów: 2 500 Sędzia: Andreas Ekberg |

| 35 sierpnia 2021 | Kajrat Ałmaty | 0:0   | Alaszkert |                                                              |
| 16:00 CEST       |               | (0:0) |           | Stadion Centralny, Ałmaty Widzów: 0 Sędzia: Aleksei Kulbakov |

| 45 sierpnia 2021 | Lincoln Red Imps | 1:3   | Slovan Bratysława                   |                                                                   |
| 18:00 CEST       | Walker 73' (k.)  | (0:1) | 16' Kaszia · 48' Zmrhal · 69' Henty | Victoria Stadium, Gibraltar Widzów: 637 Sędzia: Athanasios Tzilos |

| 53 sierpnia 2021 | Neftçi PFK                   | 2:2   | HJK Helsinki             |                                                          |
| 19:00 CEST       | Bougrine 59' · Makhmudov 80' | (0:0) | 61' Ro. Riski · 65' Jair | Bakcell Arena, Baku Widzów: 3 500 Sędzia: William Collum |

| 65 sierpnia 2021 | FK Jablonec                  | 2:4   | Celtic                                                 |                                                                     |
| 17:45 CEST       | Pilař 17' · Biton 85' (sam.) | (1:2) | 12' Abada · 16' Furuhashi · 64' Forrest · 90' Christie | Střelnice, Jablonec nad Nysą Widzów: 4 805 Sędzia: Halil Umut Meler |

| 75 sierpnia 2021 | Rapid Wiedeń                       | 3:0   | Anorthosis Famagusta |                                                                 |
| 20:30 CEST       | Kara 35' · Fountas 65' · Grüll 83' | (1:0) |                      | Allianz Stadion, Wiedeń Widzów: 11 400 Sędzia: Maurizio Mariani |

| 85 sierpnia 2021 | Galatasaray SK | 1:1   | St. Johnstone |                                                                               |
| 20:00 CEST       | Boey 60'       | (0:0) | 58' (k.) Kerr | Başakşehir Fatih Terim Stadyumu, Stambuł Widzów: 6 216 Sędzia: Sandro Schärer |

### Rewanże
| 110 sierpnia 2021 | Flora Tallinn                                            | 2:1 (pd.)               | Omonia Nikozja                                        |                                                              |
| 18:00 CEST        | Sappinen 48', 88'                                        | (0:1, 2:1, 2:1, k. 4:5) | 43' Kakoulli                                          | A. Le Coq Arena, Tallinn Widzów: 1 560 Sędzia: Ivan Kružliak |
| 18:00 CEST        | · Ojamaa · Zenjov · Lilander · Lukka · Alliku · Reinkort | Rzuty karne             | · Gómez · Papulis · Atiemwen · Psaltis · Lang · Yuste | A. Le Coq Arena, Tallinn Widzów: 1 560 Sędzia: Ivan Kružliak |

| 212 sierpnia 2021 | Žalgiris Wilno | 0:1   | NŠ Mura  |                                                             |
| 19:00 CEST        |                | (0:1) | 12' Kous | Stadion LFF, Wilno Widzów: 2 921 Sędzia: Bartosz Frankowski |

| 312 sierpnia 2021 | Alaszkert                     | 3:2 (pd.)       | Kajrat Ałmaty                   |                                                                                            |
| 17:00 CEST        | Embaló 43', 50' · Glišić 104' | (1:1, 2:2, 3:2) | 45+1' Abiken · 61' Shushenachev | Stadion Republikański im. Wazgena Sarkisjana, Erywań Widzów: 7 000 Sędzia: Lawrence Visser |

| 410 sierpnia 2021 | Slovan Bratysława | 1:1   | Lincoln Red Imps |                                                                            |
| 20:30 CEST        | Zmrhal 38'        | (1:0) | 90' Gómez        | Národný futbalový štadión, Bratysława Widzów: 4 688 Sędzia: Mykoła Bałakin |

| 512 sierpnia 2021 | HJK Helsinki                            | 3:0   | Neftçi PFK |                                                                 |
| 18:00 CEST        | Ri. Riski 46' · Ro. Riski 60' (k.), 89' | (0:0) |            | Telia 5G – Areena, Helsinki Widzów: 4 068 Sędzia: Deniz Aytekin |

| 612 sierpnia 2021 | Celtic                          | 3:0   | FK Jablonec |                                                            |
| 20:45 CEST        | Turnbull 27', 62' · Forrest 70' | (1:0) |             | Celtic Park, Glasgow Widzów: 50 076 Sędzia: Daniel Siebert |

| 712 sierpnia 2021 | Anorthosis Famagusta         | 2:1   | Rapid Wiedeń |                                                                                     |
| 19:00 CEST        | Lafferty 45+1' · Rousias 88' | (1:0) | 64' Kara     | Stadion im. Andonisa Papadopulosa, Larnaka Widzów: 3 574 Sędzia: Aleksandar Stavrev |

| 812 sierpnia 2021 | St. Johnstone               | 2:4   | Galatasaray SK                                            |                                                              |
| 20:00 CEST        | Kerr 37' · O'Halloran 90+4' | (1:1) | 30' Diagne · 64' Aktürkoğlu · 70' Feghouli · 90+2' Kılınç | McDiarmid Park, Perth Widzów: 9 106 Sędzia: Andris Treimanis |

## Runda play-off
Do startu w rundzie play-off uprawnionych było 20 drużyn (w tym 8 z poprzedniej rundy oraz 6 z III rundy kwalifikacji Ligi Mistrzów w ścieżce mistrzowskiej). 
Drużyny, które przegrały w tej rundzie, otrzymały prawo gry w fazie grupowej Ligi Konferencji Europy UEFA.

### Podział na koszyki
W rundzie play-off drużyny zostały podzielone na 4 koszyki bez rozstawień:
- Koszyk 1: 6 drużyn które zaczęły rywalizację w tej rundzie.
- Koszyk 2: 6 drużyn z III rundy kwalifikacji Ligi Mistrzów w ścieżce mistrzowskiej.
- Koszyk 3: 5 drużyn które wygrały w poprzedniej rundzie w ścieżce mistrzowskiej.
- Koszyk 4: 3 drużyny które wygrały w poprzedniej rundzie w ścieżce ligowej.

| Grupa 1       |
| Drużyna       |
| ------------- |
| AZ Alkmaar    |
| Fenerbahçe SK |
| Zoria Ługańsk |
| Royal Antwerp |
| Sturm Graz    |
| Randers FC    |

| Grupa 2          |
| Drużyna          |
| ---------------- |
| Legia Warszawa   |
| Slavia Praga     |
| Olympiakos SFP   |
| CFR Cluj         |
| Rangers          |
| FK Crvena zvezda |

| Grupa 3           |
| Drużyna           |
| ----------------- |
| Slovan Bratysława |
| NŠ Mura           |
| Alaszkert         |
| Omonia Nikozja    |
| HJK Helsinki      |

| Grupa 4        |
| Drużyna        |
| -------------- |
| Celtic         |
| Rapid Wiedeń   |
| Galatasaray SK |

### Pary rundy play-off
| Drużyna 1                            | Wynik dwumeczu | Drużyna 2         | Pierwszy mecz | Drugi mecz  |
| ------------------------------------ | -------------- | ----------------- | ------------- | ----------- |
| Randers FC                           | 2:3            | Galatasaray SK    | 1:1           | 1:2         |
| Rapid Wiedeń                         | 6:2            | Zoria Ługańsk     | 3:0           | 3:2         |
| Celtic                               | 3:2            | AZ Alkmaar        | 2:0           | 1:2         |
| Fenerbahçe SK                        | 6:2            | HJK Helsinki      | 1:0           | 5:2         |
| NŠ Mura                              | 1:5            | Sturm Graz        | 1:3           | 0:2         |
| Omonia Nikozja                       | 4:4 (k. 2:3)   | Royal Antwerp     | 4:2           | 0:2 (dogr.) |
| Olympiakos SFP                       | 5:2            | Slovan Bratysława | 3:0           | 2:2         |
| Rangers                              | 1:0            | Alaszkert         | 1:0           | 0:0         |
| Slavia Praga                         | 3:4            | Legia Warszawa    | 2:2           | 1:2         |
| FK Crvena zvezda                     | 6:1            | CFR Cluj          | 4:0           | 2:1         |
| Po lewej gospodarz pierwszego meczu. |                |                   |               |             |

### Pierwsze mecze
| 119 sierpnia 2021 | Randers FC    | 1:1   | Galatasaray SK |                                                             |
| 19:00 CEST        | Lauenborg 54' | (0:1) | 26' Aktürkoğlu | AutoC Park, Randers Widzów: 7 064 Sędzia: Jesús Gil Manzano |

| 219 sierpnia 2021 | Rapid Wiedeń                       | 3:0 | Zoria Ługańsk |                                                               |
| 21:00 CEST        | Fountas 29' · Kara 78' · Grüll 85' |     |               | Allianz Stadion, Wiedeń Widzów: 10 300 Sędzia: Sandro Schärer |

| 318 sierpnia 2021 | Celtic                      | 2:0   | AZ Alkmaar |                                                            |
| 20:45 CEST        | Furuhashi 12' · Forrest 61' | (1:0) |            | Celtic Park, Glasgow Widzów: 52 916 Sędzia: Ovidiu Hațegan |

| 419 sierpnia 2021 | Fenerbahçe SK | 1:0   | HJK Helsinki |                                                                          |
| 20:45 CEST        | Gümüşkaya 65' | (0:0) |              | Fenerbahçe Şükrü Saracoğlu, Stambuł Widzów: 6 769 Sędzia: Benoît Bastien |

| 519 sierpnia 2021 | NŠ Mura    | 1:3   | Sturm Graz                                        |                                                                        |
| 20:00 CEST        | Škoflek 3' | (1:1) | 18' (k.) Jantscher · 60' Kiteiszwili · 63' Yeboah | Stadion Fazanerija, Murska Sobota Widzów: 4 000 Sędzia: Michael Oliver |

| 619 sierpnia 2021 | Omonia Nikozja                                     | 4:2   | Royal Antwerp            |                                                           |
| 19:00 CEST        | Loizou 43', 56' · Kakoulli 49' · Atiemwen 84' (k.) | (1:1) | 26' Benson · 62' Miyoshi | Stadion GSP, Nikozja Widzów: 7 585 Sędzia: Andreas Ekberg |

| 719 sierpnia 2021 | Olympiakos SFP                              | 3:0   | Slovan Bratysława |                                                                             |
| 21:00 CEST        | Camara 37' · Cissé 52' · Bożikow 68' (sam.) | (1:0) |                   | Stadion im. Jeorjosa Karaiskakisa, Pireus Widzów: 9 823 Sędzia: Marco Guida |

| 819 sierpnia 2021 | Rangers     | 1:0   | Alaszkert |                                                                      |
| 21:00 CEST        | Morelos 67' | (0:0) |           | Ibrox Stadium, Glasgow Widzów: 42 649 Sędzia: Anastasios Sidiropulos |

| 919 sierpnia 2021 | Slavia Praga             | 2:2   | Legia Warszawa             |                                                           |
| 19:00 CEST        | Bah 33' · Masopust 45+3' | (2:2) | 20' Emreli · 37' Juranović | Stadion Sinobo, Praga Widzów: 14 543 Sędzia: Felix Zwayer |

| 1017 sierpnia 2021 | FK Crvena zvezda                                       | 4:0   | CFR Cluj |                                                                      |
| 21:00 CEST         | Pavkov 5' · Katai 38' · Ben Nabouhane 68' · Ivanić 77' | (2:0) |          | Stadion Crvena zvezda, Belgrad Widzów: 22 482 Sędzia: Georgi Kabakow |

### Rewanże
| 126 sierpnia 2021 | Galatasaray SK                         | 2:1   | Randers FC |                                                                    |
| 20:00 CEST        | Van Aanholt 48' · Lauenborg 59' (sam.) | (0:1) | 11' Egho   | Türk Telekom Arena, Stambuł Widzów: 3 947 Sędzia: Aleksei Kulbakov |

| 226 sierpnia 2021 | Zoria Ługańsk                | 2:3   | Rapid Wiedeń                         |                                                               |
| 18:30 CEST        | Hładky 40' · Zahedi 87' (k.) | (1:2) | 10' Grüll · 15' Greiml · 68' Fountas | Sławutycz Arena, Zaporoże Widzów: 2 563 Sędzia: István Kovács |

| 326 sierpnia 2021 | AZ Alkmaar                         | 2:1   | Celtic       |                                                            |
| 20:15 CEST        | Aboukhlal 6' · Starfelt 26' (sam.) | (2:1) | 3' Furuhashi | AFAS Stadion, Alkmaar Widzów: 10 041 Sędzia: Tiago Martins |

| 426 sierpnia 2021 | HJK Helsinki                  | 2:5   | Fenerbahçe SK                                                   |                                                                 |
| 18:00 CEST        | Ro. Riski 27' · Ri. Riski 88' | (1:2) | 11', 14', 52' Valencia · 90+2' Şanlıtürk · 90+4' (sam.) Peltola | Telia 5G – Areena, Helsinki Widzów: 3 785 Sędzia: Ivan Kružliak |

| 526 sierpnia 2021 | Sturm Graz                      | 2:0   | NŠ Mura |                                                                |
| 21:00 CEST        | Kiteiszwili 39' · Jantscher 66' | (1:0) |         | Merkur Arena, Graz Widzów: 8 237 Sędzia: José Sánchez Martínez |

| 626 sierpnia 2021 | Royal Antwerp                                | 2:0 (pd.)               | Omonia Nikozja                                   |                                                                  |
| 21:00 CEST        | Miyoshi 28' · Gerkens 84'                    | (1:0, 2:0, 2:0, k. 3:2) |                                                  | Bosuilstadion, Antwerpia Widzów: 10 470 Sędzia: Andris Treimanis |
| 21:00 CEST        | · Verstraete · Gerkens · Eggestein · Miyoshi | Rzuty karne             | · Gómez · Atiemwen · Lecjaks · Yuste · Zachariou | Bosuilstadion, Antwerpia Widzów: 10 470 Sędzia: Andris Treimanis |

| 726 sierpnia 2021 | Slovan Bratysława     | 2:2   | Olympiakos SFP              |                                                                           |
| 20:45 CEST        | Henty 42' · Green 62' | (1:1) | 33' El-Arabi · 54' Onyekuru | Národný futbalový štadión, Bratysława Widzów: 7 201 Sędzia: Deniz Aytekin |

| 826 sierpnia 2021 | Alaszkert | 0:0   | Rangers |                                                                                           |
| 17:00 CEST        |           | (0:0) |         | Stadion Republikański im. Wazgena Sarkisjana, Erywań Widzów: 6 800 Sędzia: Tobias Stieler |

| 926 sierpnia 2021 | Legia Warszawa  | 2:1   | Slavia Praga |                                                                             |
| 21:00 CEST        | Emreli 59', 70' | (0:1) | 45' Ekpai    | Stadion Wojska Polskiego, Warszawa Widzów: 20 641 Sędzia: Artur Soares Dias |

| 1026 sierpnia 2021 | CFR Cluj     | 1:2   | FK Crvena zvezda           |                                                                                         |
| 20:30 CEST         | Debeljuh 34' | (1:1) | 5' (k.) Katai · 53' Pavkov | Stadion im. dr. Constantina Rădulescu, Kluż-Napoka Widzów: 4 200 Sędzia: Michael Oliver |